# Austrália nos Jogos Olímpicos de Verão de 1904
Dois atletas da Austrália competiram nos Jogos Olímpicos de Verão de 1904, em Saint Louis, Estados Unidos.  Embora esta tenho sido a terceira edição em que atletas australianos participaram, essa foi a primeira vez em que os atletas competiram representando a Comunidade da Austrália, que começou a existir como país independente em 1901.

## Resultados por Evento

### Atletismo
Atletismo nos Jogos Olímpicos de Verão de 1904
| Evento                   | Posição | Atleta           | Eliminatórias                 | Final       |
| ------------------------ | ------- | ---------------- | ----------------------------- | ----------- |
| 110 metros com barreiras | 5-7     | Corrie Gardner   | Desconhecido 4º na 1ª bateria | Não avançou |
| 110 metros com barreiras | 5-7     | Leslie McPherson | Desconhecido 3º na 2ª bateria | Não avançou |

| Evento                       | Posição | Atleta           | Final        |
| ---------------------------- | ------- | ---------------- | ------------ |
| Salto em distância masculino | 7-10    | Corrie Gardner   | Desconhecido |
| Salto em distância masculino | 7-10    | Leslie McPherson | Desconehcido |